# روين موسكات
روين موسكات (بالإنجليزية: Rowen Muscat)‏ (5 يونيو 1991 في مالطا - ) هو مدرب كرة قدم ولاعب كرة قدم مالطي في مركز الوسط. شارك مع منتخب مالطا تحت 21 سنة لكرة القدم ومنتخب مالطا لكرة القدم. أما مع النوادي، فقد لعب مع دوناوجفاروس ونادي أولمبيك سراييفو ونادي بيركيركارا وDunaújváros FC ‏ واتحاد بافيا لكرة القدم.

## مسيرته الكروية
لعب روين موسكات خلال مسيرته الاحترافية مع 4 أندية في أربعة عشر موسمًا وسجل خلالها 6 أهداف ضمن 224 مباراة. حيث فاز في موسمين بالكأس وفي أربعة مواسم بالدوري.
خاض روين موسكات مسيرته مع نادي بيركيركارا في موسم 2009–10 ليلعب معه ثمانية مواسم، مشاركًا في 146 مباراة سجل خلالها 5 أهداف. ثم انتقل إلى نادي اتحاد بافيا لكرة القدم في موسم 2015–16 لمدة موسم واحد، حيث شارك في 10 مباريات ولم يسجل أي هدف. لينتقل بعدها إلى نادي فاليتا في موسم 2016–17 ليلعب معه أربعة مواسم، مشاركًا في 61 مباراة سجل خلالها هدفًا واحدًا.

## وصلات خارجية
- روين موسكات على موقع الاتحاد الأوربي (الإنجليزية)
- روين موسكات على موقع قاعدة بيانات كرة القدم.إي يو (الإنجليزية)
- روين موسكات على موقع ناشيونال فوتبول تيمز (الإنجليزية)
- روين موسكات على موقع Soccerway.com (الإنجليزية)